# Lasne

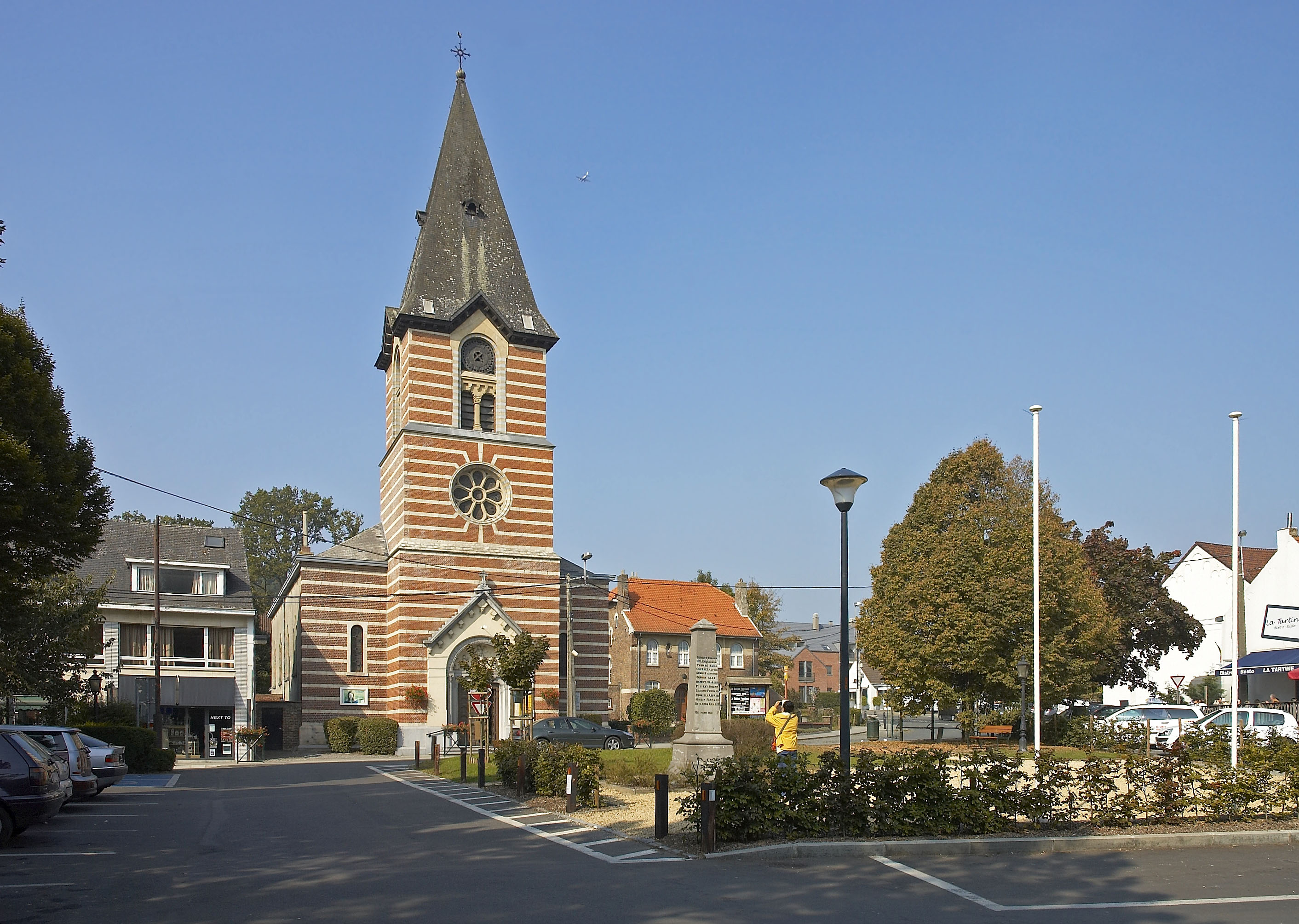
Nhà thờ Sainte Gertrude

Lasnelà một đô thị ở tỉnh Walloon Brabant, đông nam của Brussels. Tại thời điểm ngày 1 tháng 1 năm 2013, Lasne có dân số 14.086 người. Tổng diện tích là 47,22 km² với mật độ dân số là 297 người trên mỗi km². Lasne lấy tên theo sông Lasne bắt nguồn từ làng Plancenoit và chảy qua nhiều làng tạo nên đô thị này. Lasne là một đô thị bán nông thôn, 66% diện tích là đất nông nghiệp, còn lại là rừng và khu vực mở. Đô thị này được lập từ các làng: Couture-Saint-Germain, Lasne-Chapelle-Saint-Lambert, Maransart, Ohain và Plancenoit.